# Bronisław Klimowicz
Bronisław Klimowicz (ur. 15 września 1957 w Pyskowicach) – polski żużlowiec.
Licencję żużlową zdobył w 1976 roku. Do 1994 r. startował w rozgrywkach z cyklu Drużynowych Mistrzostw Polski, reprezentując kluby ROW-u Rybnik (1976–1993) oraz CemWapu Opole (1994). Łącznie zdobył cztery medale DMP: trzy srebrne (1980, 1988, 1990) oraz brązowy (1989).
Dwukrotnie uczestniczył w finałach Młodzieżowych Indywidualnych Mistrzostw Polski (Leszno 1979 – VII m., Leszno 1980 – XV m.), jak również w finale Indywidualnych Mistrzostw Polski (Leszno 1988 – XV m.). W 1980 r. zdobył w Bydgoszczy brązowy medal Młodzieżowych Mistrzostw Polski Par Klubowych. 
W 1978 r. zajął II m. (za Mieczysławem Kmieciakiem) w rozegranym w Rybniku finale turnieju o „Brązowy Kask”. Był również dwukrotnie finalistą turniejów o „Srebrny Kask” (1978 – X m., 1980 – VII m.) oraz trzykrotnie – turniejów o „Złoty Kask” (1984 – XVI m., 1988 – XV m., 1989 – IV m.). Do innych jego indywidualnych sukcesów należało zajęcie II m. (za Janem Krzystyniakiem) w Łańcuchu Herbowym Miasta Ostrowa Wielkopolskiego (1985), jak również dwukrotne II m. (1985 – za Piotrem Pysznym, 1991 – za Leszkiem Matysiakiem) oraz III m. (1988 – za Eugeniuszem Skupieniem i Mirosławem Korbelem) w Memoriałach im. Jana Ciszewskiego w Rybniku.